# Se stasera sono qui.....
Se stasera sono qui..... è un album live di Loretta Goggi pubblicato nel 2007.

## Descrizione
Per la stagione teatrale 2006-2007 Loretta Goggi ha portato in teatro Se stasera sono qui, uno spettacolo one-woman show diretto da Gianni Brezza. Lo spettacolo riprende i suoi successi e brani internazionali, oltre a caratterizzazioni, imitazioni e monologhi comici.
L'album contiene la colonna sonora integrale dello spettacolo arrangiato e diretto da Federico Capranica che non venne distribuito nei negozi ma solo per il circuito teatrale.
Il disco è stato pubblicato in un'unica edizione in CD, senza numero di catalogo, e non è mai stato pubblicato come download digitale e sulle piattaforme streaming.

## Tracce
1. Presentazione Orchestra
2. Se Stasera Sono Qui
3. L'Aria Del Sabato Sera
4. Stanno Suonando La Nostra Canzone
5. Io Nascerò
6. Medley Swing: La Scuola Del Ritmo - Bongo Bongo - Carina - Zooma Zooma
7. Night And Day
8. Sigle Tv: Vienie Via Con Me - Molla Tutto - Mani Mani - Ciciottella
9. Estoy Baildando
10. Dixiland E Limelight
11. Medley Musical: Cabaret - America - Hello Dolly
12. Voglia
13. Sempre
14. Dirtelo Non Dirtelo
15. Tarantella
16. Pe' Dispietto
17. Tu Sì 'Na Cosa Grande
18. Anema E Core
19. Domani
20. Maledetta Primavera